# Коулпорт (Пенсільванія)
Коулпорт (англ. Coalport) — місто (англ. borough) в США, в окрузі Клірфілд штату Пенсільванія. Населення — 425 осіб (2020).

## Географія
Коулпорт розташований за координатами 40°44′46″ пн. ш. 78°31′46″ зх. д. / 40.74611° пн. ш. 78.52944° зх. д. (40.746141, -78.529501).  За даними Бюро перепису населення США в 2010 році місто мало площу 0,98 км², з яких 0,97 км² — суходіл та 0,01 км² — водойми.

## Демографія
Згідно з переписом 2010 року, у селищі мешкали 523 особи в 231 домогосподарстві у складі 129 родин. Густота населення становила 532 особи/км².  Було 255 помешкань (259/км²).
Расовий склад населення:
| - 97,9 % — білих - 0,2 % — азіатів |

До двох чи більше рас належало 1,9 %. Частка іспаномовних становила 0,6 % від усіх жителів.
За віковим діапазоном населення розподілялося таким чином: 22,4 % — особи молодші 18 років, 58,3 % — особи у віці 18—64 років, 19,3 % — особи у віці 65 років та старші. Медіана віку мешканця становила 42,6 року. На 100 осіб жіночої статі у селищі припадало 98,9 чоловіків;  на 100 жінок у віці від 18 років та старших — 91,5 чоловіків також старших 18 років.
Середній дохід на одне домашнє господарство  становив 36 679 доларів США (медіана — 27 917), а середній дохід на одну сім'ю — 47 136 доларів (медіана — 49 750). Медіана доходів становила 37 083 долари для чоловіків та 21 339 доларів для жінок. За межею бідності перебувало 23,2 % осіб, у тому числі 23,9 % дітей у віці до 18 років та 15,0 % осіб у віці 65 років та старших.
Цивільне працевлаштоване населення становило 167 осіб. Основні галузі зайнятості: освіта, охорона здоров'я та соціальна допомога — 29,9 %, виробництво — 16,2 %, роздрібна торгівля — 13,2 %, публічна адміністрація — 11,4 %.